# Pedro Gomes
Pedro Gomes é um município brasileiro da região Centro-Oeste, situado no estado de Mato Grosso do Sul.

## Geografia

### Localização
O município de Pedro Gomes está situado no sul da região Centro-Oeste do Brasil, no Centro Norte de Mato Grosso do Sul (Microrregião do Alto Taquari). Localiza-se a uma latitude 18º06'02" sul e a uma longitude 54º33'07" oeste. Distâncias:
- 307 km da capital estadual (Campo Grande)
- 931 km da capital federal (Brasília).

### Demografia
Sua população estimada em 2018, conforme o IBGE é de 7.666 habitantes.

### Solo
Na porção Leste do município, verifica-se a ocorrência significativa de Neossolos. Já no restante, dominância de Latossolos Vermelho-Escuro e Vermelho-Amarelo, de textura média e baixa fertilidade natural. Há algumas áreas de luvissolos.

### Relevo e altitude
Está a uma altitude de 280 m, chegando a 400 metros no alto da serra.
Apresenta relevo plano, geralmente elaborado por várias fases de retomada erosiva, com relevos elaborados pela ação fluvial e Modelados de áreas planas resultante de acumulação fluvial sujeita a inundações periódicas. Uma extensa borda de patamar estrutural em todo o limite norte e uma faixa central, além de alguns ressaltos topográficos, configuram a porção mais movimentada do município, assim como alguns topos aguçados e colinosos estão entremeados nas áreas planas, a leste. O Município de Pedro Gomes divide-se em três Regiões Geoambientais: 
- Região dos Planaltos Arenítico-Basálticos Interiores, com a Unidade: Patamares do TaquariItiquira.
- Região dos Planaltos da Borda Ocidental da Bacia do Paraná, com as Unidades: Depressão Interpatamares e Primeiro Patamar da Borda Ocidental.
- Região dos Chapadões Residuais da Bacia do Paraná, com a Unidade Chapadão do Rio Correntes.

### Clima, temperatura e pluviosidade
Está sob influência do clima tropical úmido (AW), predominando o clima sub-úmido, com índices efetivos de umidade com valores anuais variando de 0 a 20%.
As temperaturas médias estão acima de 20 °C e abaixo de 24 °C.
A precipitação pluviométrica anual varia entre 1.200 a 1.500mm, excedente hídrico de 400 a 800mm durante três a quatro meses e deficiência hídrica de 500 a 650mm durante cinco meses, com regime de chuvas entre os meses de setembro e maio e período seco de junho a setembro.

### Hidrografia
Está sob influência da Bacia do Rio da Prata. Constitui-se em divisas de águas do Sul. Bacias do Rio Taquari, com nascentes do Rio do Peixe e do Rio Piquiri. Rios do município:
- Rio do Peixe: afluente pela margem esquerda do rio Taquari. Limite entre os Estados de Mato Grosso do Sul (Pedro Gomes) e de Mato Grosso.
- Rio Piquiri: rio afluente pela margem esquerda do rio Correntes. Nasce no município de Sonora, banha o município de Pedro Gomes.
- Rio Taquari: afluente pela margem esquerda do rio Paraguai, desaguando nele algumas léguas acima do distrito de Albuquerque (Corumbá). Suas nascentes ficam na serra do Caiapó, ao sul (extremo oeste) de Mato Grosso. Faz divisa entre os municípios de Pedro Gomes/Coxim e Pedro Gomes/Alcinópolis.

### Vegetação
Se localiza na região de influência do Cerrado, predominando também a pastagem plantada, sendo praticamente distribuído em partes iguais no município. Há também várzeas e lavoura.

### Fuso horário
Está há -1 hora com relação a Brasília e -4 com relação ao Meridiano de Greenwich (Tempo Universal Coordenado)

### Área
Ocupa uma superfície de 3 651,171 km².
Bairros
- Centro
- Vila Nova Era
- Vila Marcelino José Bernardo
- Vila São Luiz
- Vila Santo Antônio
- Vila Maria
- Vila São João
- Conj. Cherogami
- Conj. Gaspar O. Campos
- Conj. Galdina D. Pedroso
- Conj. Radiante
- Conj. Novos Horizontes
- Conj. Jardim Nova Esperança
- Conj. Amarra Cabelo
- Conj. Sol Nascente

Distritos
Pedro Gomes (sede), Recreio, Boa Vista.
Arredores

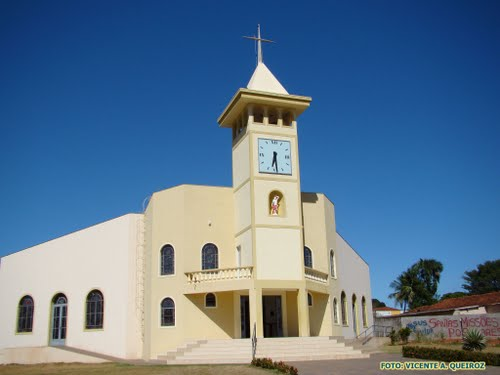
Paróquia São Sebastião, no centro da cidade.

Ao norte com o município de Sonora, a leste com o município de Alto Araguaia–MT e Alcinópolis, ao sul e oeste com o município de Coxim.

## História
Os bravios índios Caiapós habitavam uma vasta região do Brasil, mais especificamente em Mato Grosso e Goiás. Foram os primeiros habitantes de Pedro Gomes, desde as margens do Alto Piquiri, do rio Correntes, e do Taquari, todos em território pedrogomense. Gervásio Rebelo Leite, em 1626, conta-nos que os Caiapós ocupavam a margem direita do rio Paraná e eram o pior gentio daqueles sertões. No livro Pai Pira, Marlei Cunha relata a presença dos Caiapós, noticiada por cronistas do século XVIII. Usavam os Caiapós a incendiar a macega para tentar fazer perecer os brancos. O único meio de defesa consistia no fogo de encontro para se constituir um aceiro. Cabral Carmelo, em 1727, escreve:
“No Itapura apareciam os caiapós, o mais bravio de todos os gentios”
Em Camapuã, Coxim (e também a região de Pedro Gomes) tornava-se indispensável escoltar os escravos encarregados dos transportes no Varadouro. Sem tal precaução, seriam infalivelmente agredidos pelos Caiapós. Eram as monções, ou bandeiras, que vinham de São Paulo, passavam por Coxim (Pedro Gomes, rio Itiquira, conhecido então como Ponte de Pedra) e iam a Cuiabá. Os irmãos Leme, Brás Domingues e seu irmão Pedro Leme, conhecido como o Torto, em 1719, fugidos de São Paulo, chegaram à região de Cuiabá, via Camapuã-Coxim. A região de Coxim começou a se tornar mais conhecida, quando, em 1726, ali passou D. Rodrigo César de Meneses, então governador da Capitania de São Paulo, pois, ali chegando, assinou a concessão de três sesmarias: 
- A primeira nos sertões do rio Taquari, em 4 de março de 1727, a favor de João de Araújo Cabral.
- A segunda no rio Taquari, em 4 de abril, a favor do sargento-mor Manoel Lopes do Prado e uma outra.
- A terceira no rio Taquari, a 31 de dezembro, a favor de Domingos Gomes Beliago.

Esse último, unido a Antonio de Sousa Bastos, Manoel Caetano e padres Antonio de Morais e José de Farias, em 1729, fundaram o arraial do Beliago, à margem do rio Taquari, onde hoje, à margem oposta, se assenta Coxim, com a finalidade de socorrer as monções partidas de São Paulo para Cuiabá. Os viajantes com destino a Cuiabá, no Pardo, começavam a dar o sinal de perigo dos caiapós. Eram robustos e ágeis, armados de arco e flecha e de uma clara ou bilro, que enfeitavam. Sobremodo traiçoeiros, sabiam admiravelmente dissimular a presença na floresta, por pintarem de modo a ficarem com a cor do mato. Procuravam sobretudo, atacar os pousos e acampamentos onde não havia vigilância. Cardoso de Abreu, em 1783, informa:
“No vale do Rio Pardo aos caçadores perturbavam a presença dos Caiapós, que tendo perto o seu alojamento, andavam pelos campos diligenciando supreende-los. Eram os gentios os mais tiranos, cruéis e indômitos”
No ano de 1838 aportaram os primeiros imigrantes na região. Entre eles, Antônio Teodoro de Carvalho, que se intitulava Capitão do exército reformado e que se apossou de uma extensa gleba de terras, antes ocupadas pelos índios, Caiapós e Coroados. O primeiro habitante branco que se fixou no local e de que se tem notícia, foi Antônio Teodoro de Carvalho.
O arraial de Beliago pouco se desenvolveu e o destacamento militar no Piquiri foi elevado à freguesia em 1850, sendo Beliago incluído dentro dos seus limites. Devido às condições técnicas, esse destacamento foi criado no hoje município de Pedro Gomes, no local conhecido como Ponte e Pedra, no Piquiri, antigo trajeto da Rodovia Campo Grande – Cuiabá. Com o tempo, tudo se transportou para o outro lado do rio e, sob influxo trazido pelo pequeno destacamento militar ali sediado, passou a ter o nome que os monçoeiros davam ao rio que despejava no Taquari, ali perto, Coxim. Bem mais tarde, houve uma tentativa para se dar à povoação o nome de Herculanea, que, por alguns tempos foi o oficial, mas a tradição imperou e seu velho nome permaneceu.
Mas, à margem de um rio navegável com a estrada que ligou ao interior de Goiás, o arraial foi-se desenvolvendo e em 1862 tomou o nome de Núcleo do Taquari, com a criação no lugar, de uma Colônia Militar, pelo governador da província, Herculano Ferreira Pena. Em abril de 1865 o núcleo é invadido por forças invasoras do Paraguai, tendo o seu comandante, capitão Antonio Pedro, se retirado do povoado, com o contingente de cento e vinte e cinco pessoas, rumo ao Norte do Estado. Aos 8 de maio do ano seguinte, a notícia da ocupação chegou a Cuiabá levada pelo cidadão Antonio Teodoro de Carvalho, morador em São Pedro, a oito léguas do núcleo. São Pedro pertence ao município de Pedro Gomes. Ali, posteriormente, se instalou o pioneiro João Serrou Camy.
No livro Seiscentas Léguas a Pé, o escritor Acyr Vaz Guimarães faz uma narrativa brilhante desse período, da invasão paraguaia a Coxim (e ao território do hoje Pedro Gomes) e da chegada da Força Expedicionária Brasileira a Coxim:
“O Governo Imperial determina, em 1862, que, na confluência do rio Coxim com o Taquari, fosse fundada uma Colônia Militar, antes, porém, já existia, do outro lado do rio, à margem esquerda, a povoação do Beliago, fundada em 1729, que visava dar socorro às monções paulistas que iam e vinham de Cuiabá, partindo de São Paulo"
Quando as forças expedicionárias ali chegaram, estava o povoado destruído pelos incêndios postos pelos paraguaios. Quando a Força Expedicionária Brasileira acampou em Coxim, juntando-se às primeiras Forças Goianas de Voluntários, foi feita a recomendação de prover o local de pequena fortificação, tendo o engenheiro das Forças promovido estudos e apresentado o projeto, muito embora não tivessem encontrado boas condições técnicas para ali levantá-la. No entanto, as Forças, ao encetarem a marcha para Miranda, deixaram no acampamento oito dos doze canhões de calibre quatro (ou la hitte). Oito canhões que teriam feito falta à Coluna, nos combates do Ápa. Esses canhões teriam sido conduzidos e assestados em local, próximo de Tauá e da fazenda Santa Luzia, no Piquiri, conhecido por Peças, de que Rondon, ao passar por ali em 1902, disse:
“Assim denominado, em lembranças de um destacamento com algumas peças de Artilharia, organizado em Coxim”
Esse local fica situado na região de Pedro Gomes. Visconde de Taunay e alguns engenheiros exploraram os caminhos até o rio Piquiri (Pedro Gomes) visitando as fazendas de Antônio de Teodoro de Carvalho e seu irmão Luís, que já estavam de volta às suas propriedades, tratando de recuperá-las do saque e incêndios que nelas tinham ocorrido, quando por lá passaram os paraguaios. Ambas as propriedades se localizam nas proximidades do ribeirão Pedro Gomes, afluente do Piquiri. A casa de Antônio Teodoro de Carvalho serviu para Taunay, que ali esteve com seus colegas engenheiros, nela se inspirar e descrever a de Pereira, no romance Inocência.
Logo após a Guerra do Paraguai, começaram a chegar os pioneiros Pedro Peró, João Serrou, Eugênia Fontoura, Dona Chiquinha, Pedro Severo, Raimundo Alves (Conhecido como Raimundo Paraíba) e muitos outros que aqui se fixaram e construíram família. Muito tempo depois, com a colonização do município vieram os nordestinos (maranhenses, paraibanos, cearenses, pernambucanos, baianos e muitos outros) todos eles pioneiros. Por último chegaram os paulistas, gaúchos, paranaenses, que vieram trazer o plantio da soja e também a força do progresso, constante no município.
Em 1950, um pequeno povoado de casas residenciais pertencentes aos fazendeiros da região recebeu a denominação de Patrimônio Amarra-Cabelo, pois existia ali um córrego, onde os viajantes paravam para dar um retoque na indumentária. Os mais antigos moradores contam que as mulheres, quando havia festa na cidade, aí arrumavam ou amarravam os cabelos. O Distrito criado com a denominação de Pedro Gomes pela Lei Estadual nº 1161, de 19 de novembro de 1958, sendo subordinado ao município de Coxim. Elevado à categoria de município com a denominação de Pedro Gomes, pela Lei Estadual nº 1942, de 11 de novembro de 1963, desmembrado do município de Coxim e instalado em 22 de maio de 1965. Em 1977 o município passa a fazer parte do atual estado de Mato Grosso do Sul.

## Turismo

### Pontos turísticos
Cachoeira da Água Branca: Pedro Gomes conta com diversos pontos turísticos, dentre todas podemos citar a principal, a cachoeira da Aguá Branca com 86 m de altura, possui trilhas para chegar até o topo e à base da cachoeira, vislumbra-se um belíssimo visual.
Entre os pontos turísticos de Pedro Gomes estão: Balneário Estancia Dallas Água Branca, Cachoeira Água Branca, Cachoeira Tauá, Flora de Pedro Gomes, Morro Timbiari, Ralto das Bromélias, Salto do Macaco e Salto do Tauá.

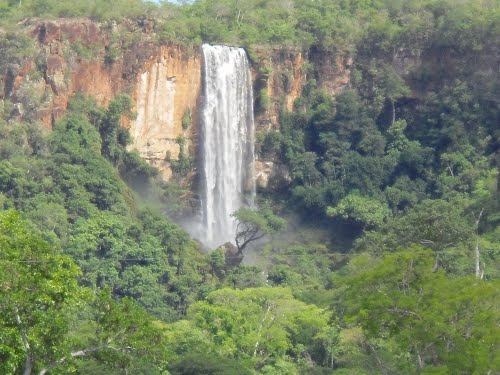
Cachoeira da Água Branca

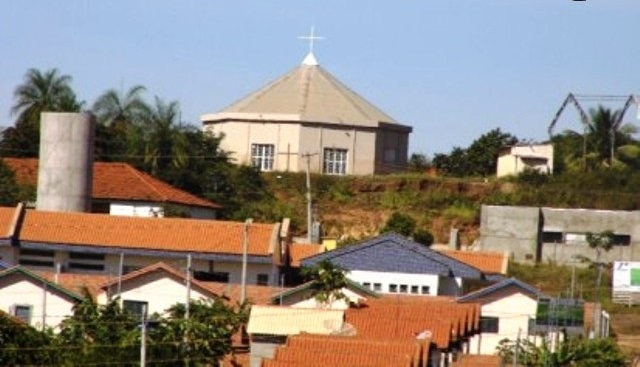
Igreja São Francisco nos altos do bairro Marcelino

## Educação

### Escolas
- E. E. Profª Cleuza Teodoro
- E. E. Francisco Ribeiro Soares
- EM. Archangêla Mourão Fontoura - Pólo

- EM. Santo Antonio

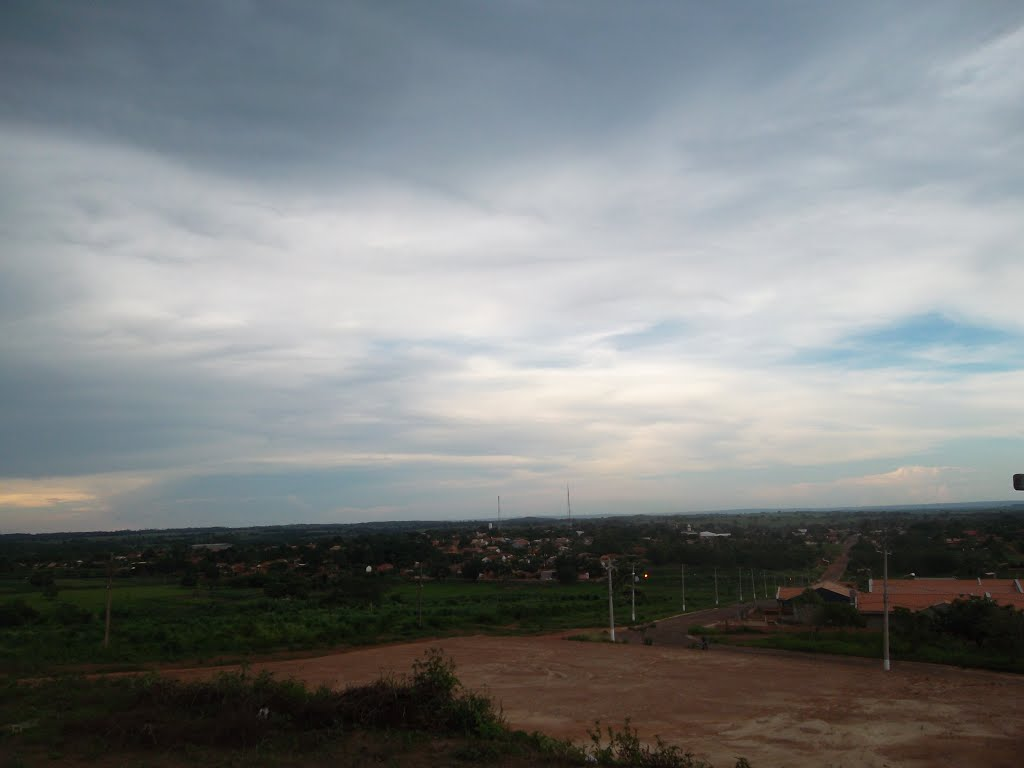
Alto da Vila Marcelino

- CEI. Professora Elza dos Santos Martelli
- CEI. Estudante Elvira Teodoro Jesus de Farias - Pólo
- CEI. Enoque Francisco de Sales

### Alfabetização
A taxa de escolarização é de 99,1%, entre crianças e jovens de 6 a 14 anos.

## Curiosidades
- A mais popular e mais conhecida lenda local é aquela em que Ícaro Cabloco, fazendo as suas asas de penas colocadas com cera, quis fazer seu voo do alto da nossa serra. Pulando lá de cima e voando como um pássaro por uns instantes, Ícaro infelizmente espatifou-se no chão, ou precisamente, no córrego que hoje leva o seu nome.
- Outra versão lendária muito conhecida, é que realmente o próprio Pedro Gomes viveu ali por muito tempo. Fala-se inclusive nos próprios parentes hoje existentes nos Estados da Bahia e Minas Gerais, que comprovam este fato ou esta origem.